# Wolferts (Ottobeuren)
Wolferts ist ein Gemeindeteil des oberschwäbischen Marktes Ottobeuren im Landkreis Unterallgäu.

## Geographie
Das Dorf Wolferts liegt etwa drei Kilometer südwestlich von Ottobeuren. Der Ort ist durch die Kreisstraße MN 18 mit dem Hauptort verbunden.

## Geschichte
Das Gebiet um Wolferts ist bereits seit der frühen Bronzezeit besiedelt. 1962 wurden am Osthang des an der Gemeinde vorbeifließenden Hungerbaches zwei Randleistenbeile, fünf Sicheln und ein Gussbrocken gefunden. 
Erstmals urkundlich erwähnt wurde die Einöde im Jahre 1493, als das Ottobeurer Gut Schießen zwischen dem Niebers, dem Wolfharts und des Gotteshauses Ottobeuren guat gelegen beschrieben wurde. Die Schwaige Wolferts wurde 1712 vom Kloster Ottobeuren als Sennerei eingerichtet. Bei der Volkszählung 1961 hatte das Dorf 83 Einwohner. Wolferts gehörte zur Gemeinde Haitzen und wurde mit dieser am 1. Januar 1972 im Zuge der Gebietsreform in Bayern in den Markt Ottobeuren eingegliedert.